# Bedford Armadillo
L'Armadillo Armoured Fighting Vehicle era un veicolo corazzato improvvisato prodotto in Gran Bretagna nel 1940 quando esisteva il rischio che l'isola potesse essere invasa dalle forze tedesche. L'Armadillo veniva utilizzato dalla RAF per la protezione degli aeroporti e successivamente dalla Home Guard.
Il veicolo era realizzato utilizzando diversi telai standard di camion destinati al mercato civile sui quali veniva realizzato un compartimento di combattimento in legno e ghiaia, che veniva utilizzata quale materiale di protezione mentre la cabina veniva protetta con piastre di acciaio medio.

## Sviluppo
A seguito dell'invasione della Francia avvenuta nel maggio - giugno del 1940 i tedeschi ora minacciavano di invadere la Gran Bretagna. Molti equipaggiamenti e mezzi militari britannici erano rimasti sul continente a seguito della evacuazione del Corpo di Spedizione Britannico di Dunkerque. Il governo si trovò a dover trovare in tempi rapidissimi delle soluzioni con le quali contrastare una possibile invasione. Uno dei problemi principali era rappresentato dalla necessità di assicurare la protezione degli aeroporti da possibili attacchi di paracadutisti e truppe aviotrasportate. La soluzione ideale per poter proteggere uno spazio aperto quale quello di un aeroporto era costituito dall'utilizzo di un veicolo corazzato quale un carro armato o una autoblindo. In quel periodo però il British Army disponeva di una limitata disponibilità di equipaggiamento pesante per cui si dovette cercare una alternativa. La risposta fu la realizzazione di veicoli corazzati improvvisati la cui produzione non influisse sulle risorse di materie prime e materiali destinati alla produzione dei veicoli corazzati convenzionali. La RAF identificò le caratteristiche del veicolo di cui aveva bisogno:
La RAF alla fine di marzo del 1940 iniziò a cercare un veicolo utilizzabile e per il 4 giugno decisero per il progetto che era destinato a diventare conosciuto come Armadillo. Il veicolo era un comune autocarro dotato di un cassone posteriore dove sarebbe stato installato un compartimento di combattimento a forma di scatola. La parte esterna della scatola era realizzata con tavole di legno dello spessore di 2,2 cm (7/8 di pollice), lunghe circa 1,57 m (5 piedi e 2 pollici) per una altezza di 1,37 m (4 piedi e 6 pollici). All'interno di questa scatola esterna era stata realizzata una seconda scatola, sempre di legno, però più stretta di quella esterna di 1,5 cm. L'intercapedine tra le due scatole veniva riempita con della ghiaia. Questo sistema forniva una protezione contro i proiettili di fucile e di mitragliatrice. Il compartimento di combattimento aveva delle feritoie su ogni lato di circa 20 cm (8 pollici) di altezza e 46 cm (18 pollici) di larghezza. Ogni feritoia era dotata di un portello scorrevole di acciaio. Il compartimento era a cielo aperto con una rotaia sulla quale veniva sistemata una mitragliatrice Lewis montata su un affusto scorrevole. Sia il guidatore che il motore erano protetti con lastre di acciaio. Su diversi Armadillo furono installate due mitragliatrici Lewis.

## Versioni
L'Armadillo Mk.I venne prodotto con velocità eccezionale usando una ampia gamma di camion civili requisiti. I primi 20 esemplari furono consegnati il 7 giugno e la consegna di altri 312 esemplari venne effettuata nelle due settimane successive. Il 20 giugno il Ministero dell'Aria ordinò altri 300 esemplari. Questi veicoli vennero designati Armadillo Mk.II ed erano realizzati su telaio Bedford OL 1 1/2 e 3 ton. La versione successiva, la Mk.III, utilizzava il telaio da 3 ton ma aveva un compartimento di combattimento più piccolo che occupava solo la metà anteriore del cassone posteriore. Nell'altra metà era stato montato un cannone Coventry Ordanance Works da 37 mm. Questa arma era stata progettata alla fine della prima guerra mondiale per essere utilizzata sugli aerei e tra le due guerre venne utilizzato per armare degli idrovolanti. Il cannone era alimentato con dei caricatori e sparava un proiettile di 680 gr (1 libbra e 1/2) ad alto esplosivo. La velocità di uscita del proiettile era bassa ma era comunque ritenuta un'arma efficace se utilizzata contro velivoli in atterraggio, paracadutisti o veicoli leggeri. Furono 55 gli esemplari di Armadillo Mk.III costruiti e l'equipaggio era costituito da due autisti e tre serventi. Nell'aprile del 1942 un piccolo numero di Mk.III furono modificati sostituendo la protezione posteriore di ghiaia con una corazza plastica.

## Impiego
La leggera corazzatura del veicolo non era considerata importante in quanto il suo impiego principale sarebbe stato quello di controbattere truppe dotate di un equipaggiamento leggero. Era più importante che il veicolo riuscisse a sopravvivere al bombardamento iniziale che avrebbe preceduto il lancio dei paracadutisti. Per questo questi veicoli furono posizionati, mimetizzati e protetti, ad una breve distanza dalla base sempre pronti ad entrare in azione. A causa del peso notevole il veicolo non poteva percorrere strade sterrate o rovinate. La velocità era bassa e le salite costituivano un problema ma all'interno delle basi la sua mobilità era ritenuta adeguata. Per evitare che i comandanti delle basi pensassero di utilizzare questo veicolo come un bunker mobile e non come un carro armato o un autoblindo si decise di enfatizzarne l'impiego come unità mobile e non come protezione statica per la difesa degli aeroporti. Veniva escluso anche il suo uso per compiti secondari, quali il trasporto di munizioni o come veicolo per la ricerca di paracadutisti, che lo avrebbero allontanato dal suo compito.
L'Armadillo venne ritirato alla metà del 1942 dopo che ne erano stati realizzati 877 esemplari. I veicoli ancora utilizzabili furono utilizzati per altri impieghi o assegnati alla Home Guard. Nel suo ruolo venne sostituito dalla Humber Light Reconnaissance Car.